# Железнодорожная фалеристика
Железнодоро́жная фалери́стика (лат. falerae, phalerae — металлические украшения, служившие воинскими знаками отличия, от греч. φάλαρα — металлические бляхи, побрякушки) — коллекционирование эмблем, нагрудных знаков, значков, жетонов, медалей, посвящённых железнодорожной тематике. На объектах коллекционирования в рисунках и надписях отражены история железных дорог, образцы железнодорожной техники, достижения и развитие железнодорожного транспорта.

## Предметы коллекционирования

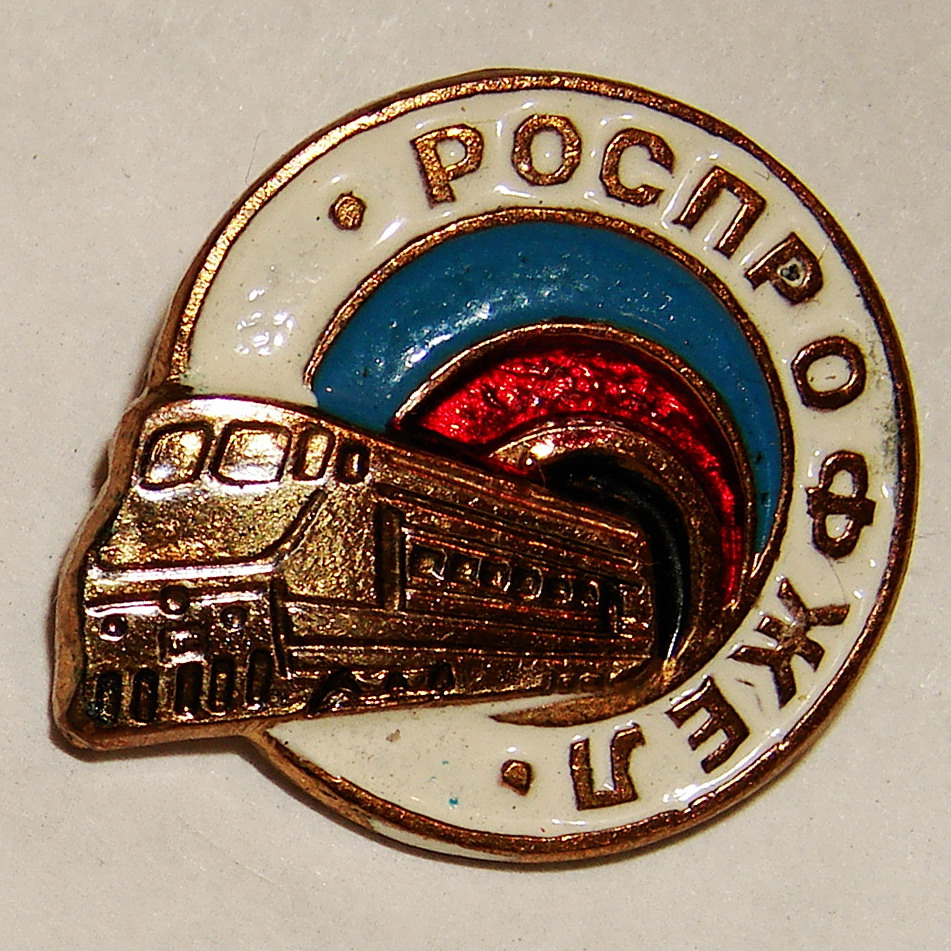
Служебный значок Российского профсоюза железнодорожников

Предметы железнодорожной фаллеристики разделяются на:
- служебные — указывающие на принадлежность их владельца к железнодорожному ведомству или железнодорожным организациям
- академические — свидетельствующие об окончании железнодорожного учебного заведения
- членские — удостоверяющие принадлежность к творческому, профессиональному и т. п. союзу, клубу, обществу
- памятные — посвящённые знаменательным событиям, датам, юбилеям
- сувенирные — с изображением станций, вокзалов, исторических мест, символизирующие проведение выставок, съездов, конференций.

## Фалеристика предметов времён Российской империи
Одним из первых знаков, относящихся к предметам железнодорожной фалеристики, является технический знак железнодорожников, который был предназначен для ношения на форменной одежде, введённый Министерством путей сообщения России. В описании и правилах, изданных в 1905 году, указывалось, что знак в виде позолоченных якоря и топора предназначался «для окончивших курс в инженерном Московском училище инженеров-строителей» (позже Московский институт инженеров железнодорожного транспорта). Этот знак носили специалисты всех видов транспорта: водного, шоссейного и железнодорожного. Служащие Царскосельской железной дороги носили на мундире эмблему сложной формы — знак, образованный из гербов Санкт-Петербурга и Царского села увенчанный короной.
В 1932 году приказом НКПС технический знак для железнодорожников был заменён металлической, покрытой красной эмалью звездой с изображением паровоза (для головного убора) и знаком, состоящим из перекрещенных гаечного (французского) ключа и молотка (для петлиц).
Одним из направлений железнодорожной фалеристики является собирание юбилейных и памятных медалей. Столетие со дня открытия первого в России транспортного института — Института корпуса инженеров путей сообщения в Петербурге было широко отмечено общественностью в 1910 году. Были выпущены большие и малые юбилейные медали, серебряные жетоны и медали «Автору труда, удостоенного премии им. Д. И. Жураиского». Малые юбилейные медали золотого достоинства были вручены трём студентам за лучшие дипломные проекты. Медалями (только позолоченными) отмечались лучшие проекты вплоть до 1916 года. Одна из значительных коллекций этих наград хранится в Музее железнодорожного транспорта в Санкт-Петербурге. Большой серебряной медалью премии имени мостостроителя профессора Журавского, также выпускника института, награждались преподаватели, малой — студенты. В честь 150-летия института в 1959 году на Монетном дворе был отлит юбилейный знак, выполненный из посеребрённой бронзы, с накладкой корпуса тепловоза из серебра. На двух смещённых параллелепипедах, покрытых зелёной и красной эмалью, изображены технический знак МПС и даты 1809—1959.
Памятные медали выбивались в честь прокладки почти всех российских железных дорог. Такой медалью было отмечено открытие Царскосельской железной дороги. На лицевой стороне надпись: «Первая железная дорога от Санкт-Петербурга до Павловска открыта 30 октября 1837»; иа оборотной стороне изображён паровоз типа 0-3-0 зарубежной постройки. По периметру имеется надпись: «Строителем первой железной дороги был Францъ Герстнеръ, родом чехъ, единоплеменный россиянамъ». Медаль является чрезвычайно редким предметом, два экземпляра хранятся в Ярославском краеведческом музее.
В ознаменование строительства Варшавско-Венской железной дороги в 1845 году выбита памятная медаль из посеребрённой красной меди с изображением паровоза и надписью на лицевой стороне: «Пар сближает расстояния». На оборотной стороне текст: «Памятка. Открытие двух станций Варшавско-Венской железной дороги до Пруткова и Гродзиска. 1/4 мая 1845 г.».
Память о Петербург-Московской железной дороге отразилась в большом числе фалеристических предметов:
- памятная и служебная медали строителей дороги
- нагрудные знаки для машинистов, помощников машинистов, стрелочников и других работников и служащих
- кокарды (фуражечные и нагрудные)

В ноябре 1901 года к 50-летию дороги изготовлены памятные знаки, которые вручались ветеранам, проработавшим 25 и 30 лет. Знак представляет собой неправильной формы овал, на котором расположен государственный герб России с эмблемой путей сообщения, римскими цифрами XXV и XXXV, датами 1851—1901. По периметру овала нанесена надпись: «Николаевская железная дорога».
В честь окончания сооружения Петербургско-Варшавской железной дороги и Московско-Нижегородской железной дороги в 1862 году выпущены серебряные жетоны. Подобные жетоны, выполненные в том же стиле, появились в связи о завершением прокладки других дорог, в том числе Оренбургской, Ростово-Владикавказской.
В честь окончания строительства выбивались также медали:
- «В память сооружения Екатерининской железной дороги, 1881—1884»
- «В память сооружения Сурамского тоннеля, 1886—1890»

## Фалеристика предметов времён СССР
Многочисленную коллекцию представляют медали, отлитые и выбитые в связи с прокладкой новых железных дорог в 1920—1940-е годы. Ознаменовано специальным знаком завершение строительства дороги Орша — Лепень. Нагрудным знаком «Турксиб» отмечено более 10000 строителей. К знакам трудового отличия относится знак «Почётному железнодорожнику», который является высшей наградой МПС с 1934 года.

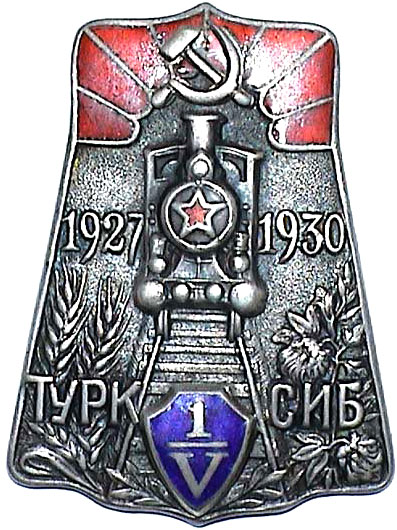
Нагрудный знак «Турксиб»
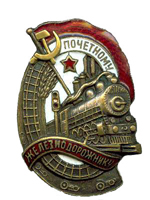
значок «Почётному железнодорожнику»
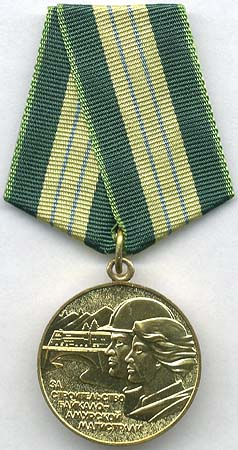
Медаль «За строительство Байкало-Амурской магистрали»

Многие предметы коллекционирования появились в годы Великой Отечественной войны. Среди них знаки, посвящённые Рельсовой войне, выпущенные в Минске в 1944 и 1945 годах. За годы войны были введены нагрудные знаки и звания работникам всех основных транспортных профессий, в том числе «Отличный восстановитель», «Отличный строитель», которые присуждались до 1957 года.
Указом Президиума Верховного Совета СССР «О нагрудных знаках для поощрения работников железнодорожного транспорта» от 16 сентября 1957 года был учреждён знак «Отличник социалистического соревнования железнодорожного транспорта».
В 1983 году введён значок «За безопасность движения», которым награждаются работники, связанные с движением поездов, безупречно проработавшие на железнодорожном транспорте не менее 5 лет, не допустившие брака в работе, а также лица, проявившие бдительность, мужество и находчивость в предотвращении крушений, аварий и нарушений безопасности движения.
В целях повышения активности локомотивных бригад в борьбе за гарантированное обеспечение безопасности движения поездов, для стимулирования выполнения должностных обязанностей, повышения престижности профессии для машинистов и помощников машинистов в 1985 году введены нагрудные значки «За безаварийный пробег на локомотиве 500 000 км» и «За безаварийный пробег на локомотиве 1 000 000 км».
Около 30 видов памятных значков было утверждено к началу 1980 года для электрификаторов железных дорог. В 1966 году памятный знак выпущен в связи с прокладкой 25 000 км электрифицированных путей. Ряд значков и медалей появился по случаю 50-летия электрификации железнодорожного транспорта.

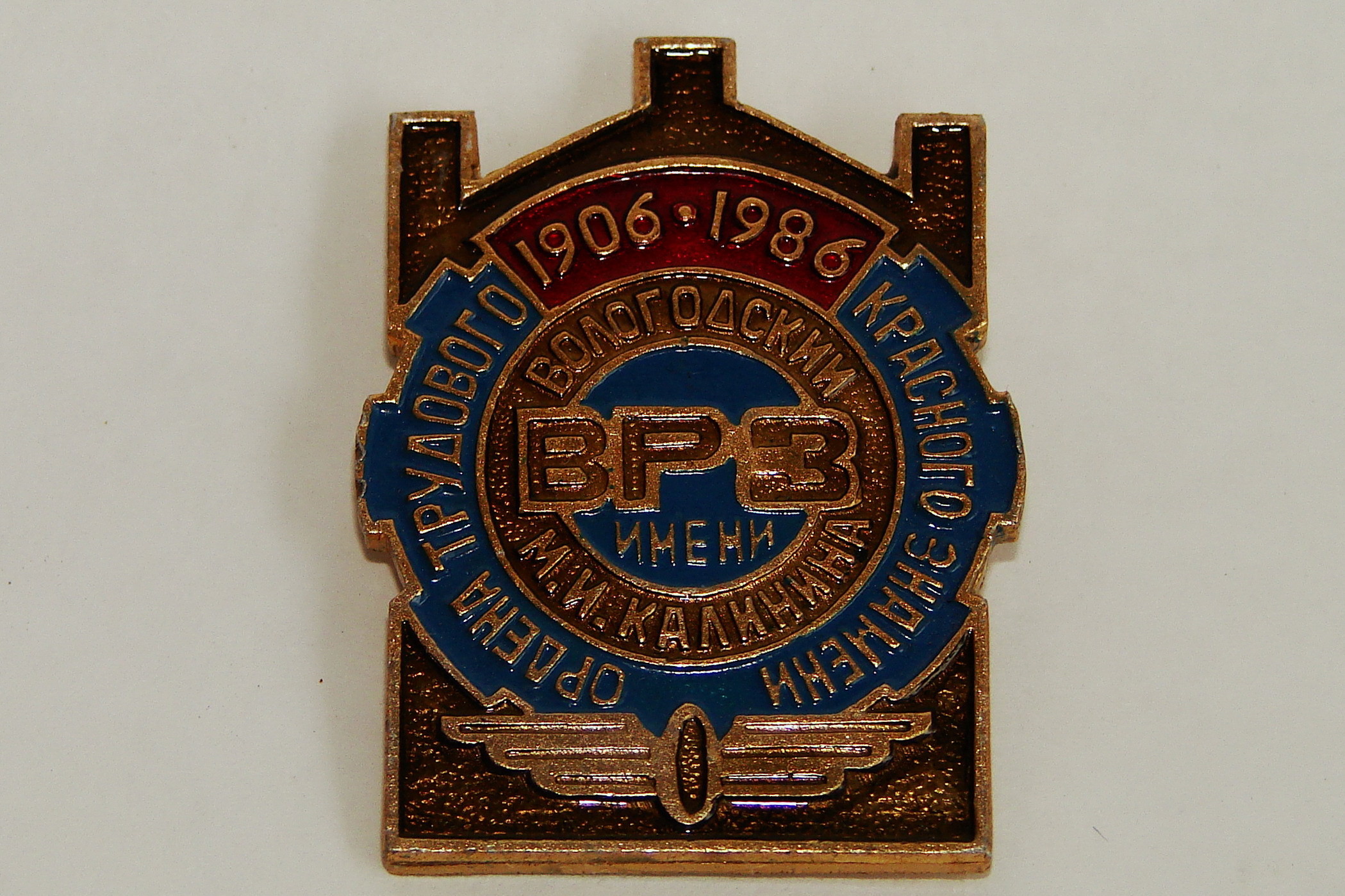
Памятный знак в честь 80-летия Вологодского вагоноремонтного завода

Азербайджанская железная дорога выпустила большой и малый значки с юбилейной цифрой и вписанным в неё электровозом, а также юбилейную медаль из красной меди. Электрификация 40 тыс. км железных дорог отмечена памятным знаком, выполненным в виде развёрнутого знамени, в верхней части которого надпись: «1917—1977 гг. СССР. Электрификация железных дорог»; в центре — электровоз с цифрами 40000. Значки посвящены таким событиям, как юбилей электрификации участков Ленинград — Петергоф (1933—1973), Москва — Кашира (1946—1971) и другие.
Большой раздел железнодорожной фалеристики составляют значки, выпускавшиеся в связи с юбилеями вузов, научно-исследовательских институтов, старейших предприятий транспорта (депо, вокзалов, железнодорожных станций).
Одному из знаменательных событий истории железнодорожного транспорта — 150-летию железных дорог в России — посвящены настольные сувенирные медали и памятные значки (1987).

## В мире
Предметы железнодорожной фалеристики (значки, жетоны, медали) выпускаются во многих странах мира, однако точного (в каталогах) учёта не ведётся из-за разнообразия тематики, представленной на этих предметах.
- Юбилейные медали